# Rượu Hồng Đào

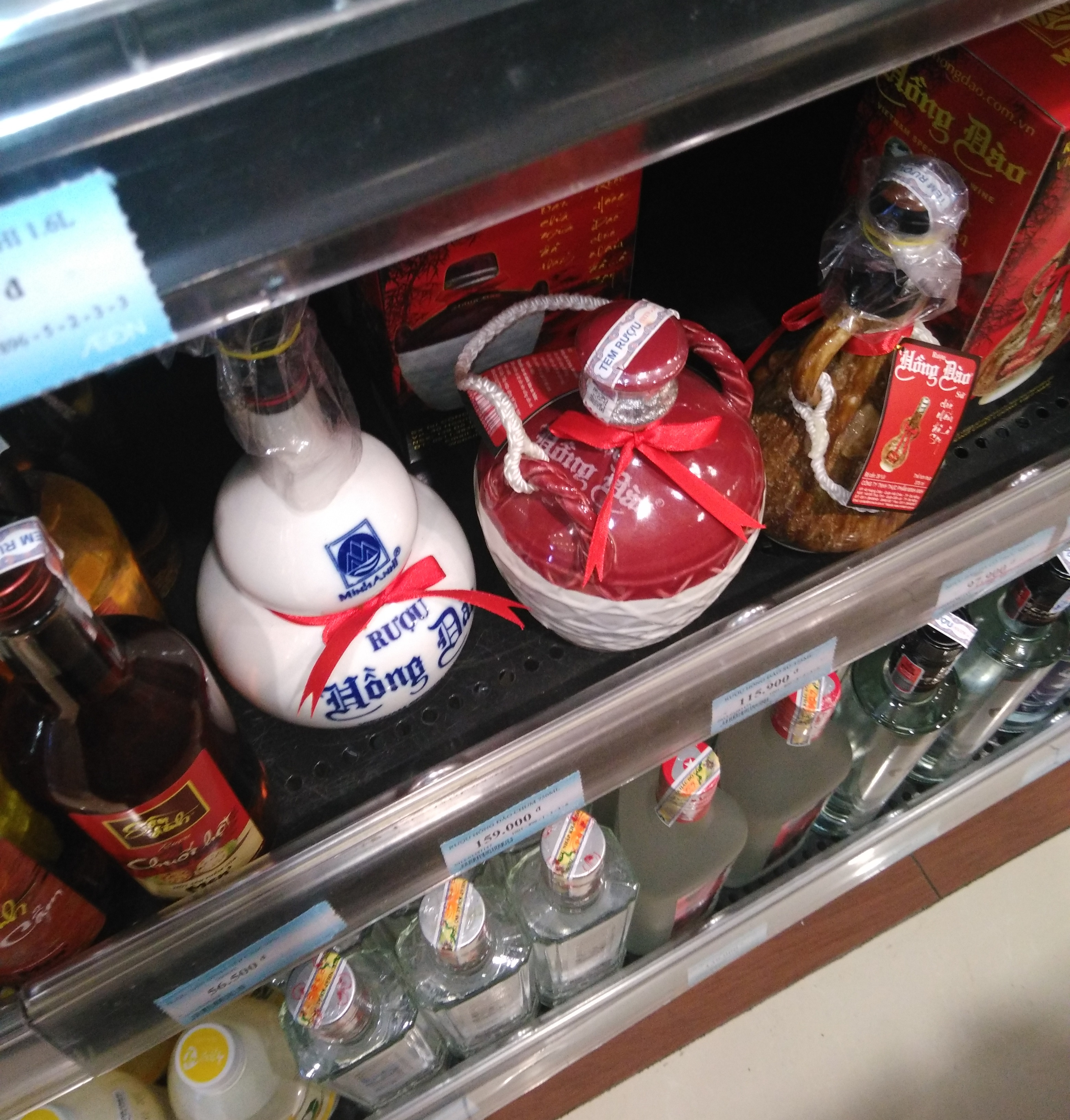
Rượu Hồng Đào ở trong một siêu thị

Rượu Hồng Đào là một "đặc sản" của Quảng Nam gắn liền với 2 câu ca dao nổi tiếng:
Đất Quảng Nam chưa mưa đã thấm
Rượu Hồng Đào chưa nhắm đã say

## Rượu Hồng Đào có thật hay không?
Nhiều người cho rằng rượu Hồng Đào chỉ là sản phẩm "vật chất hóa một đặc sản tinh thần". Nhà thơ Lê Minh Quốc cũng cho rằng rượu Hồng Đào không có thật. "Hồng Đào" chỉ là một cách nói văn vẻ, văn hoa - vốn là một cách nói hiếm khi thấy người Quảng sử dụng trong giao tế.. Và cho rằng: "Với người Quảng Nam, rượu nào cũng có thể biến thành rượu Hồng Đào, miễn là nó được gói trong tờ giấy kiếng màu hồng, được thắt nơ hồng và được đưa vào mâm lễ ở các đám hỏi, đám cưới...".
Tuy nhiên theo nhà báo Nguyễn Trung Dân thì: "rượu Hồng Đào khắp cả Quảng Nam nơi nào cũng có và thường chỉ làm ra dùng vào việc lễ, dịp cưới hỏi nghinh hôn, lấy làm rượu hợp cẩn giao bôi. Cách chế tác như sau: lấy rượu đế (trắng) thường nấu bằng gạo sau khi lên men, dùng cây tăm hương (chân hương đã đốt còn trong bát nhang) hay lấy cái vỏ bao hương nhúng vào rượu trắng, nhuộm màu hồng của chân hương hay vỏ bao hương cho rượu, nên rượu Hồng Đào" để khác với rượu thường ngày thường.

## Gốc tích rượu Hồng Đào
Theo tác giả Phó Đức Vượng trong bài Rượu Hồng Đào có "gốc tích" từ làng Bảo An thì: rượu Hồng Đào có xuất phát từ Gò Nổi, làng Bảo An, xã Điện Quang, huyện Điện Bàn.
Tuy nhiên theo hai tác giả Vĩnh Hảo-Thạch Trung trong bài viết Tìm "quê" cho rượu Hồng Đào  thì: Rượu Hồng Đào được ngâm từ rượu Bàu Đá, ủ với trái đào tiên, có màu hồng tươi rất đẹp. Trái đào tiên có nhiều ở vùng núi phía Tây tỉnh Bình Định, rất tốt cho sức khỏe, bổ âm, xương cốt, trường thọ. Còn tại sao gốc tích rượu Hồng Đào ở Bình Định mà lại gắn liền với câu ca dao "Đất Quảng Nam chưa mưa đã thấm" thì tác giả cho rằng:" Đất Quảng hồi đó  bao gồm các tỉnh Quảng Nam, Quảng Ngãi, Bình Định, Phú Yên "